# Francesc IV de Mòdena
Francesc IV de Mòdena (Milà, Ducat de Milà 1779 - Mòdena, Ducat de Mòdena 1846) fou un arxiduc d'Àustria i membre de la Dinastia Àustria-Este que va esdevenir duc de Mòdena entre 1814 i 1846.

## Orígens familiars
Va néixer el 6 d'octubre de 1779 a la ciutat de Milà, en aquells moments capital del ducat del mateix nom, sent fill de l'arxiduc Ferran d'Àustria-Este i Maria Beatriu d'Este. Per línia paterna fou net de l'emperador Josep I del Sacre Imperi Romanogermànic i Maria Teresa I d'Àustria, i per línia materna del duc Hèrcules III d'Este i Maria Teresa Cybo-Malaspina.
Fou germà, entre d'altres, de Maria Teresa d'Àustria-Este, casada amb Víctor Manuel I de Sardenya; de Maria Leopoldina d'Àustria-Este, casada amb Carles II Teodor de Baviera; i de Maria Lluïsa d'Àustria-Este, casada amb Francesc I d'Àustria.

## Núpcies i descendents
Es casà el 20 de juny de 1812 a la ciutat de Càller amb Maria Beatriu de Savoia, filla de Víctor Manuel I de Sardenya i de la seva germana Maria Teresa d'Àustria-Este. D'aquesta unió nasqueren:
- Maria Teresa d'Àustria-Este (1817-1886), casada el 1846 amb el pretendent al tron francès Enric de Borbó
- Francesc V de Mòdena (1819-1875), duc de Mòdena
- Ferran Carles d'Àustria-Este (1821-1849), casat el 1847 amb Elisabet d'Àustria
- Maria Beatriu d'Àustria-Este (1824-1906), casada el 1847 amb l'infant Joan de Borbó

## Ascens al poder
El 1814 gràcies a la realització del Congrés de Viena aconseguir ser noment duc de Mòdena en reivindicació dels seus drets familiars sobre el ducat. Així mateix també va rebre el Ducat de Massa i Carrara, que fou integrat dins dels territoris de Mòdena.
Morí el 21 de gener de 1846 a la ciutat de Mòdena, sent enterrat a la Cripta imperial de la ciutat de Viena.

## Honors
Cavaller de l'orde del Toisó d'Or
 Gran Creu de Cavaller de l'orde reial de Sant Esteve d'Hongria
 Cavaller de I classe de l'orde de la Corona Fèrria
 Cavaller de l'orde de l'Àliga Negra
 Cavaller de l'orde de Sant Umbert
 Cavaller de l'orde Suprem de la Santíssima Anunciació
 Cavaller de l'orde de Sant Andreu
 Cavaller de l'orde de Sant Alexandre Nevski
 Cavaller de I classe de l'orde de Santa Anna
 Cavaller de l'orde de l'Àliga Blanca
 Gran Creu de Cavaller del Reial orde de San Ferran i del mèrit
 Gran Creu de l'orde de Sant Josep